# 富士フイルム
富士フイルム株式会社（ふじフイルム、英: FUJIFILM Corporation）は、日本の精密化学メーカーである。カメラ、デジタルカメラ、エックス線写真、写真用フィルム、映画用フィルムから印画紙（プリント）、現像装置などに至る写真システムの一式、複写機などのOA機器などのほか、ディスプレイ用フィルム部材、刷版、印刷システム、医薬品、医療機器、化粧品、健康食品や高機能化学品も製造・販売している。近年は医療用機器の製造受託に注力しており、巨大投資を行っている。
略称は「富士フイルム」、「富士」、「フジ」など。本社は東京都港区に2箇所置いている。東京ミッドタウン本社と西麻布本社（高樹町）で、登記上の本店は後者にある。
1934年（昭和9年）に写真フィルムの国産化を目指すため、大日本セルロイド（現・ダイセル）の写真事業を分社化するカタチで、富士写真フイルム株式会社として設立された。

## 会社概要
正式社名は「富士フイルム」である。「富士フィルム」は誤植であり、「イ」は小書きしない。同じ写真関連企業でもあるキヤノンなどとともに、誤記しやすい企業名としてよく知られている（「キャノン」は誤植であり、「ヤ」は小書きしない。ただし、読みは「キャノン」）。また、読み方・発音についても、当社の場合は字面どおりに「フイルム」と読み、拗音は使わない。
企業名「富士」が付いてはいるが、企業系列としては芙蓉グループではなく三井物産・ダイセルなどの三井グループに属し、グループの親睦会である月曜会および綱町三井倶楽部に加盟し、また、双日・メタルワン・トクヤマ・関西ペイントらとともに旧岩井財閥の企業集団である最勝会グループを形成している。主要取引銀行は三井住友銀行と横浜銀行であり、横浜銀行が全国一の地方銀行の地位を保持するのに一役買っている。

2006年に廃止された旧ロゴ

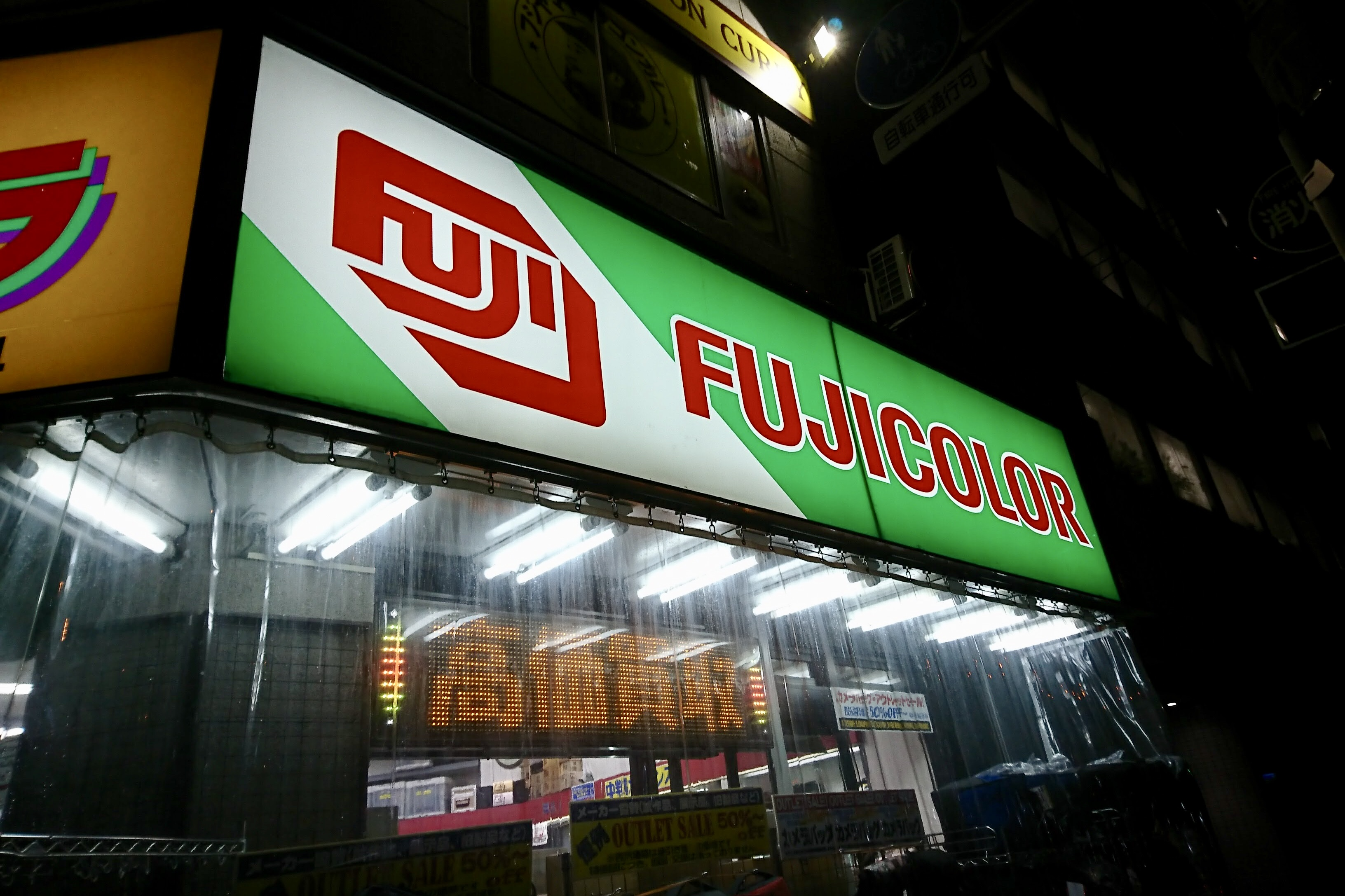
カメラ店の店頭に掲出されている、旧ロゴが使用された看板

2006年（平成18年）10月1日に持株会社制に移行、旧富士写真フイルムは富士フイルムホールディングス株式会社となり、同社の事業を引き継ぐ事業会社「富士フイルム株式会社」を新設し、富士フイルムホールディングスの傘下に富士フイルムと富士ゼロックス（現在：富士フイルムビジネスイノベーション）を置く体制となった。これを機にCIロゴマークが変更され、永年使われた「FUJI」の組み合わせマークは廃止。ローマ字「FUJIFILM」のマークをアレンジし、FUJIのIの部分を赤と黒の2色配列として、フィルム・写真事業以外の新分野に挑戦する姿勢を打ち出すものにした。
また、創業80周年を迎えた2014年（平成26年）1月20日には、同社を含む富士フイルムグループで用いるコーポレートスローガンとして「Value from Innovation」が制定された。
2015年（平成27年）5月11日、米国医療ITシステムメーカーTeraMedica, Inc.（本社：米国ウィスコンシン州ミルウォーキー、テラメディカ社）の買収を完了し、富士フイルムグループの100%子会社として新たにスタートさせた。

## 製品

### 写真フィルム

35ミリ写真フィルム

日本での写真フィルムはトップシェアを持つ。1960年代から年末年始時期に「お正月を写そう」というテレビコマーシャルを展開した（近年では映像関連以外にも、後述する自社製化粧品や健康食品もこの枠で流されている）。
しかし、カメラのデジタル化がすすむとともにフィルムの需要は落ち込み、2009年1月には写真フィルム部門の売上高は会社全体の売上高の5%にも満たなくなった。
2012年（平成24年）9月、長年行ってきた映画の上映用ポジフィルムおよび撮影用のカラーネガフィルムの生産を中止すると発表。

### カメラ
カメラ分野では1948年（昭和23年）4月発売のスプリングカメラ「フジカシックスIA」を始めに1957年（昭和32年）5月ライカ判コンパクトカメラ「フジカ35M」、1957年（昭和32年）9月「フジペット」、1970年（昭和45年）7月ライカ判一眼レフカメラ「フジカST-701」、1986年（昭和61年）4月には自動化されアオリを使用できる6×8cm判一眼レフカメラ「フジGX680プロフェッショナル」、レンズ付きフィルム（使い捨てカメラ）「写ルンです」、インスタントカメラ・チェキと初心者向けからプロフェッショナル向けまで各種フォーマットの各種カメラを販売して来た。
デジタルカメラの時代になってもFinePix（ファインピクス）シリーズやBIGJOBシリーズがあり「スーパーCCDハニカム」というハニカム構造のCCDイメージセンサを開発している。また、オリンパスと共同でxDピクチャーカードを開発し、自社製品の記録メディアとして採用していた（2015年現在の製品はSDメモリーカードに統一）。
1960年代 - 1970年代には、8ミリフィルム用カメラの生産を行っていた。その後、8ミリフィルムが衰退しビデオカメラが主流になってくると、Fujix-8シリーズの8ミリビデオカメラ（初期はソニーからのOEM供給のち自社開発自社生産）も販売していた。
2011年、低価格競争で苦戦していたデジタルカメラ事業で、単焦点ながら実売価格10万円を超えるデジタルカメラ「Finepix X100」を発売。これがヒットし、プレミアムデジタルカメラ「FUJIFILM X」シリーズへ路線を転換する。2014年にはデジカメ事業は黒字化を達成した。

### レンズ
レンズメーカーでもあり、大判カメラ用レンズや引き伸ばし用レンズを販売していた。また、レンズ曲線の計算用に、日本初のコンピュータであるFUJIC（開発者は岡崎文次）を開発した。
しかし、2005年（平成17年）・2006年（平成18年）には写真フィルム事業を縮小し、他分野事業への進出を推進している。2008年（平成20年）の会社四季報その他によると、写真フィルムによって培われた技術を上記の液晶ディスプレイや、医療分野（画像、検査用機器等）などの分野へ活用する試みを続けている。液晶ディスプレイに使用される偏光層保護フィルム（フジタック）は、世界で80%ものシェアを誇っている（残りはコニカミノルタ）。

### 化粧品
2008年から化粧品事業に本格参入し、CMに中島みゆき、松田聖子2人の大物ミュージシャンを起用した。既存の写真関係やデパート、ドラッグストアなどの化粧品販売ルートではなく、テレビショッピングや新聞広告などの通信販売で展開しており、現在は、通販による健康食品事業にも進出している。機能性表示食品も展開している。

### 医薬品
2018年製薬会社の富山化学工業を完全子会社化し、富士フイルム富山化学に社名変更。2020年、新型コロナウイルス感染症への治療薬として「アビガン」の治験が各国で実施されている。

### 記録メディア

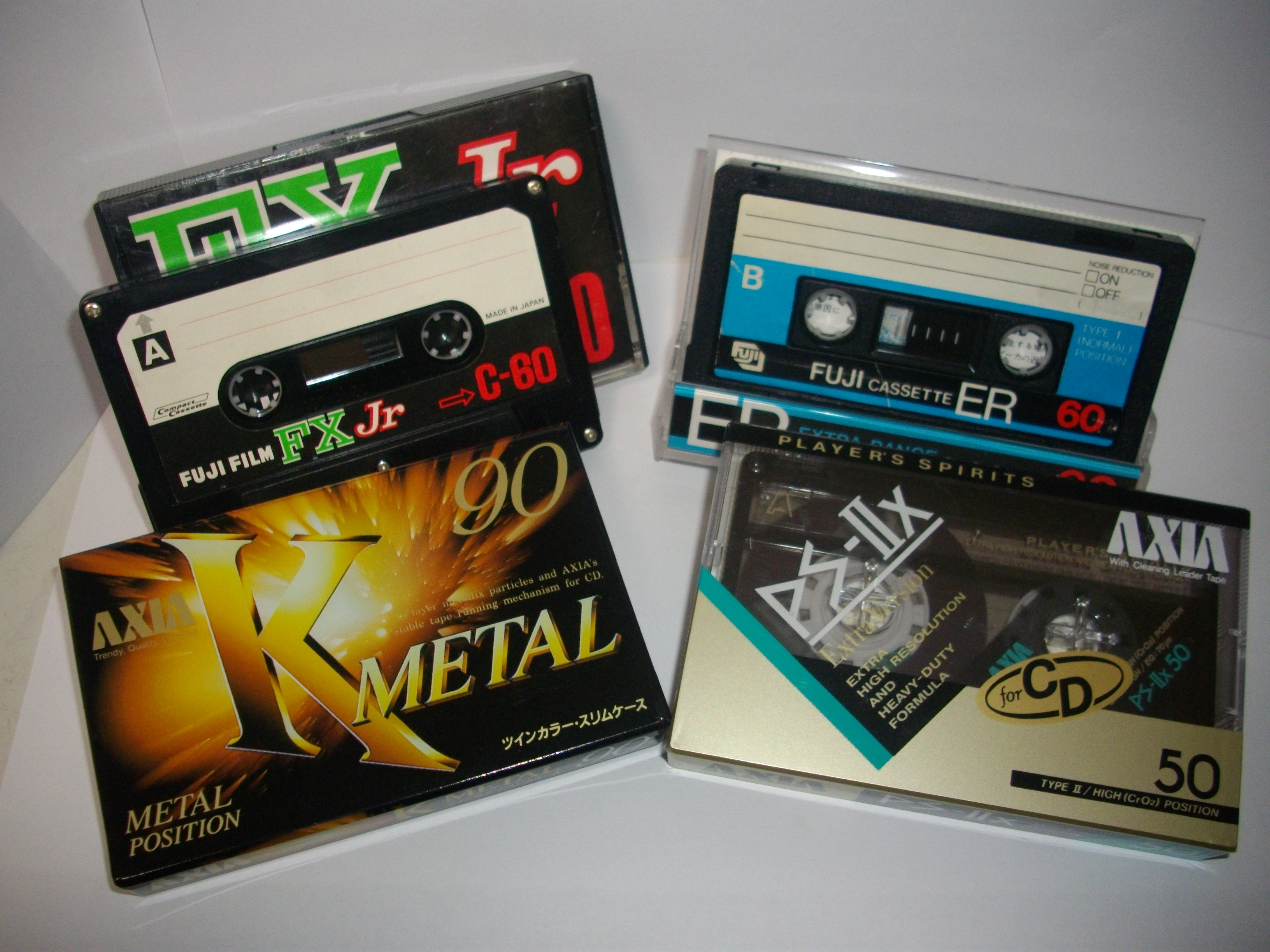
FUJI/AXIAのカセットテープ

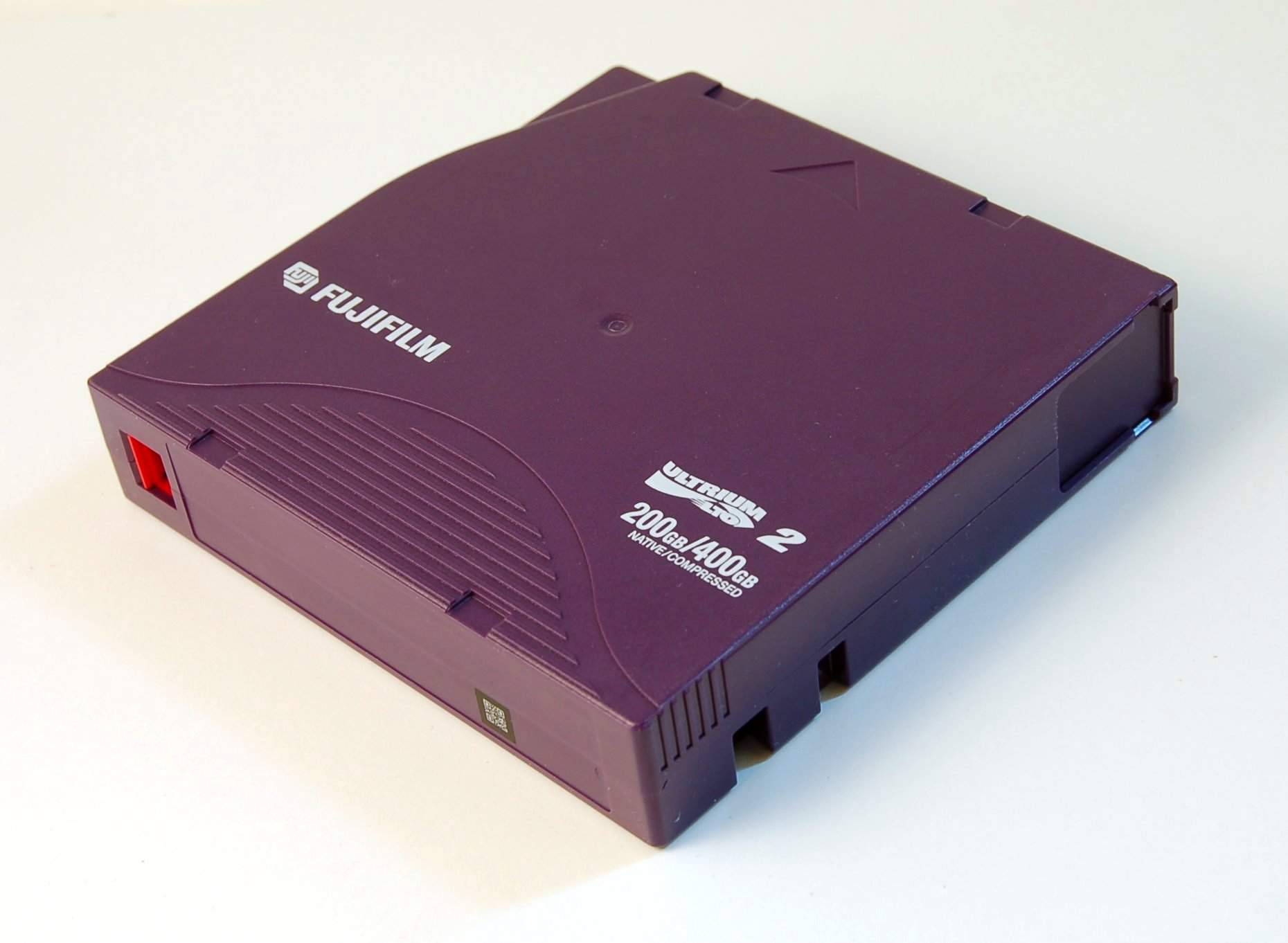
2024年現在、同社で継続生産されているLTOデータカートリッジ（画像は旧FUJIFILMロゴ時代の製品）

1960年より東京芝浦電気（現：東芝）と共同でオープンリールタイプの磁気テープを製造・販売し、1969年にはコンパクトカセット（以下カセットテープ）を製造・販売。Fシリーズ、FXシリーズ、レンジシリーズ等高性能音楽用のノーマルポジション、ハイポジション、メタルポジションの各種カセットテープを音響機器メーカーのパイオニア（ホームAV機器事業部、後のパイオニアホームエレクトロニクス→オンキヨー&パイオニア→オンキヨーホームエンターテイメント→オンキヨーテクノロジー→プレミアムオーディオカンパニーテクノロジーセンター）向けのOEM供給品を含め製造・販売していたが、ソニー（現：ソニーグループ）、日立マクセル（現：マクセル）、TDKの3大メーカーに対抗するため、1985年6月には新規でカセットテープを使い始めるローティーン（主に中学生）向けにターゲットを絞り、日本市場に限り「AXIA」ブランドでコンパクトカセット等のAV記録メディア製品を製造販売した。AXIAブランドのイメージキャラクターとして当初、斉藤由貴を起用したCM効果が功を奏し、それ以降は先述の大手3大メーカーと肩を並べるほどのメジャーブランドに成長した。
2006年末までにカセットテープ、およびビデオテープ、DVD-R/DVD-RW、CD-R/CD-RW、DAT、ミニディスク、フロッピーディスク、DDSや乾電池（富士フイルムブランドでエナジャイザーと提携）と共に製造から撤退した。
しかしながら業務用のデータ・ストレージ専用磁気テープ（リニア・テープ・オープン（LTO）等）は、各種データのバックアップ用として需要が高く、富士フイルムを含めた日本企業の占有率は高い。

## 事業所
- 本社（東京都港区）
- 工場
  - 神奈川事業場 足柄サイト（神奈川県南足柄市、持株会社体制前の登記上本店）
  - 神奈川事業場 小田原サイト（神奈川県小田原市）
  - 富士宮工場（静岡県富士宮市）
  - 吉田北工場（静岡県榛原郡吉田町、富士フイルムオプトマテリアルズ株式会社）
  - 吉田南工場（静岡県榛原郡吉田町）
  - 九州工場（熊本県菊池郡菊陽町、富士フイルム九州株式会社）
- 研究所・技術開発センター
  - 先端コア技術研究所（神奈川県南足柄市、神奈川県足柄上郡開成町）
  - 有機合成化学研究所（神奈川県南足柄市、神奈川県足柄上郡開成町、静岡県富士宮市、静岡県榛原郡吉田町）
  - アドバンスト マーキング研究所（神奈川県南足柄市、神奈川県足柄上郡開成町、静岡県富士宮市）
  - 医薬品・ヘルスケア研究所（神奈川県足柄上郡開成町）
  - 解析技術センター（神奈川県南足柄市、神奈川県足柄上郡開成町、神奈川県小田原市、静岡県富士宮市、静岡県榛原郡吉田町）
  - 生産技術センター（神奈川県南足柄市、神奈川県足柄上郡開成町、神奈川県小田原市、静岡県富士宮市、静岡県榛原郡吉田町、宮城県黒川郡大和町）
  - 画像技術センター（東京都港区、神奈川県足柄上郡開成町）
  - メディカルシステム開発センター（神奈川県南足柄市、神奈川県足柄上郡開成町、東京都港区、埼玉県さいたま市）
  - 光学・電子映像商品開発センター（埼玉県さいたま市）
  - フラットパネルディスプレイ材料研究所（神奈川県南足柄市、静岡県富士宮市、静岡県榛原郡吉田町）
  - 記録メディア研究所（神奈川県小田原市）
  - エレクトロニクス マテリアルズ研究所（静岡県榛原郡吉田町）
  - インフォマティクス研究所（神奈川県足柄上郡開成町）
  - 高機能材料研究所（神奈川県足柄上郡開成町）
  - 再生医療研究所（神奈川県足柄上郡開成町）

### フジフイルムスクエア
フジフイルムスクエアは、フジフィルム東京ミッドタウン本社に設置された企業ミュージアム。企業博物館「写真歴史博物館」および、フジフィルムが運営する写真展「富士フイルムフォトサロン」のギャラリーである。入館無料。
なお富士フイルムフォトサロンは東京のほか、大阪、札幌、名古屋にも設置されている。

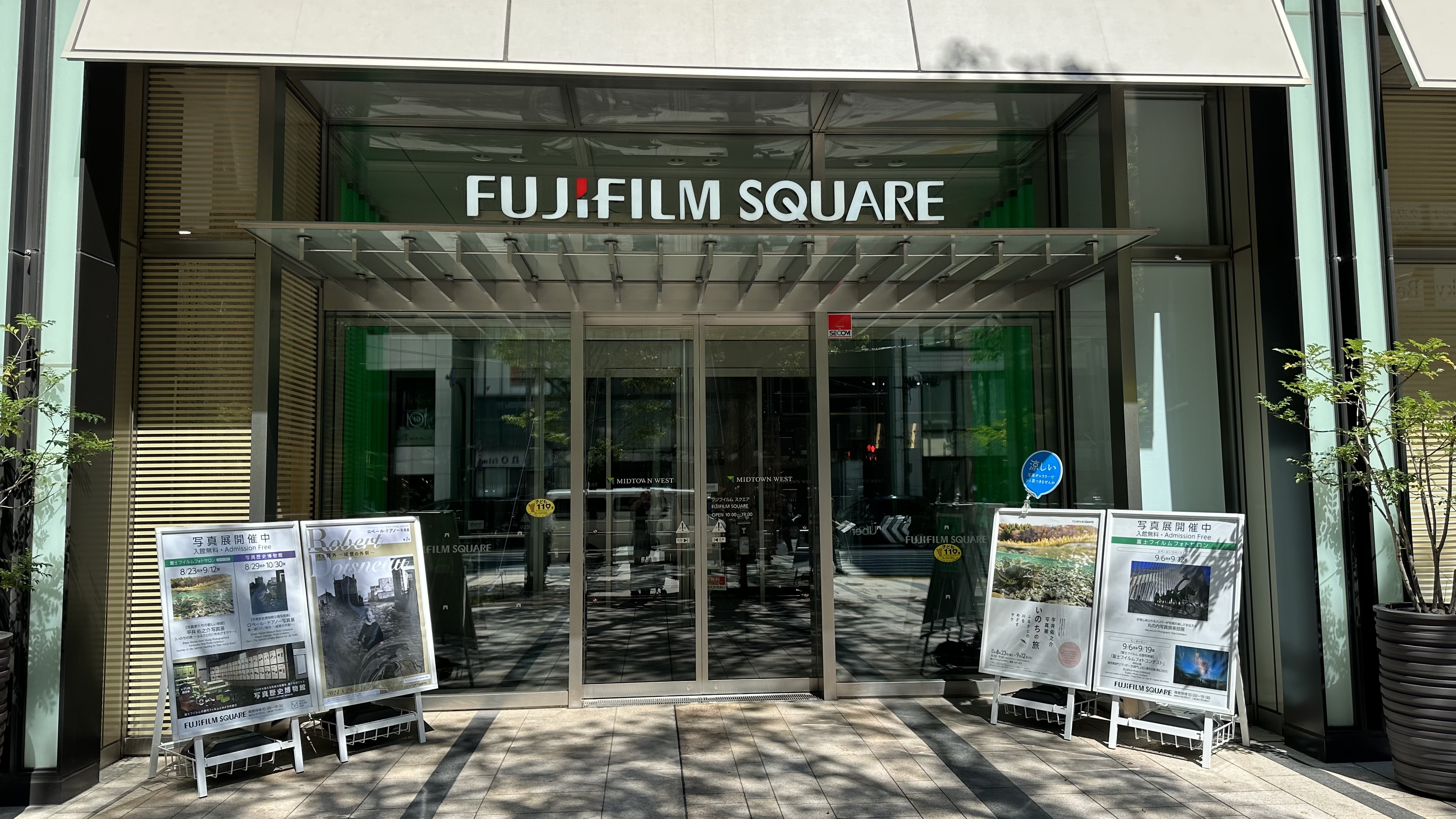
正面玄関
カメラ展示
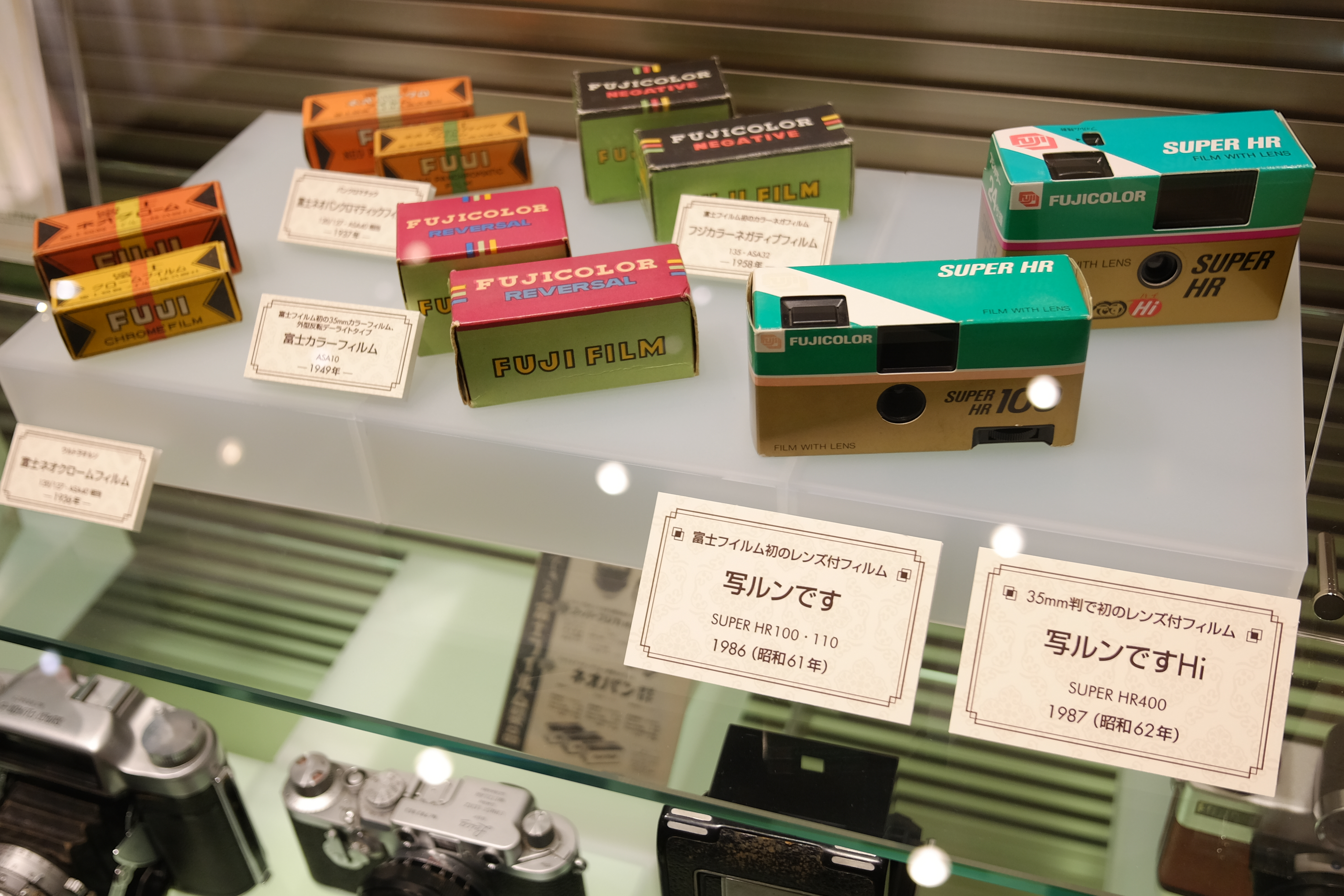
フィルム展示

## 関連会社
富士フイルムシステムズ（FFSI）（旧富士フイルムICTソリューションズ・富士ゼロックス情報システム）
自グループの社内システムの運用・保守
富士フイルムイメージングシステムズ（FFIS）
ビジネスユースでの画像・情報に関するサービスの提供
富士フイルムエレクトロニクスマテリアルズ（FFEM）
フォトレジスト、半導体プロセス材料の製造および販売
富士フイルムエンジニアリング（FEC）
生産または研究開発にかかる建物、施設、設備、装置およびシステムの開発、設計、製作、販売、設置、修理および保全、コンサルティング、技術指導および教育サービス
富士フイルムオプティクス（FFOP）
光学デバイスの製造
富士フイルムオプトマテリアルズ（FOM）
液晶ディスプレイ用材料の生産
富士フイルム九州（FFQ）
液晶ディスプレイ用材料の生産
富士フイルムグローバルグラフィックシステムズ（FFGS）
印刷用材料、機器の販売
富士フイルム静岡（FFSH）
写真感光材料、紙類、印刷製版用材料、機能性フィルム材料、プラスティックフィルムの製造・加工および販売
セルトラスト・アニマル・セラビューティクス
再生医療を中心とした動物（ペット）の先端医療技術の開発・提供
富士フイルムソフトウエア（FFS）
機器ソフトウェア、デジタルイメージングソリューションサービス、ITサービス
富士フイルムテクノサービス（FFTS）
デジタルカメラ・フィルムカメラなどのアフターサービス、カメラ・メディア関連サービスの技術サポート
富士フイルムテクノプロダクツ（FFTP）
医療用、写真用、印刷用、理化学用、情報システム機器 他の製造および精密部品加工
富士フイルムデジタルプレス（FFDP）
インクジェットデジタルプレスの国内販売やマーケティング
富士フイルム富山化学（FFTC）
医薬品および関連機器の研究、開発、製造、販売、輸出、輸入。2018年10月に富士フイルムRIファーマと富山化学工業の統合により発足。
富士フイルムフォトマニュファクチャリング（FPM）
写真感光材料、インスタントフィルム、印刷用製版材料、タッチパネル用フィルム、体外診断薬、化粧品・サプリメント材料の生産
富士フイルム ヘルスケアラボラトリー（FFHC）
機能性食品、機能性化粧品の販売
富士フイルム メディアクレスト（FFMC）
CD・DVDの製造・加工・販売、記録メディア関連のコピープロテクション・セキュリティ製品の開発と販売、各種記録メディアのデータ修復サービス
富士フイルムメディアマニュファクチャリング（FFMA）
磁気テープの生産
富士フイルムメディカル（FMS）
医療診断用製品の販売
富士フイルムモノリス（FFMS）
動物臨床検査受託、動物用検査診断材料の販売
富士フイルムロジスティックス（FFL）
物流管理・包装および梱包
富士フイルム和光純薬（FFWK）
試薬、化成品並びに臨床検査薬の製造・販売。2018年4月に和光純薬工業と富士フイルムファインケミカルズの統合により発足し、2019年4月にアイエスジャパン（元々はJXTGエネルギーの子会社で、2018年6月に子会社化）を統合した。
N&Fテクノサービス
フォトフィニッシング機器・システムの設置、保守、点検の総合メンテナンスサービスおよび、関連する部品・ソフト・製品の販売（ノーリツプレシジョン〈ノーリツ鋼機の関連会社〉との折半出資による合弁会社）
協和キリン富士フイルムバイオロジクス
バイオシミラー医薬品の開発・製造・販売（協和発酵キリンとの折半出資による合弁会社）

## インターネット関連事業

### 富士フイルム本体が行っている事業
- 富士フイルム ウェブ写真美術館&ショップ：著名写真家の作品やアマチュアの優秀な写真を展示し、販売しているウェブサイト。
- Keitai Picture：携帯サイトに利用される画像を各携帯電話の機種に合わせて変換配信する携帯向けASPサービス。

### 子会社および社内ベンチャー事業
- メディアピックス：携帯電話で撮影した写真を広告付きでプリントし、配送するサービス。

## スポンサー

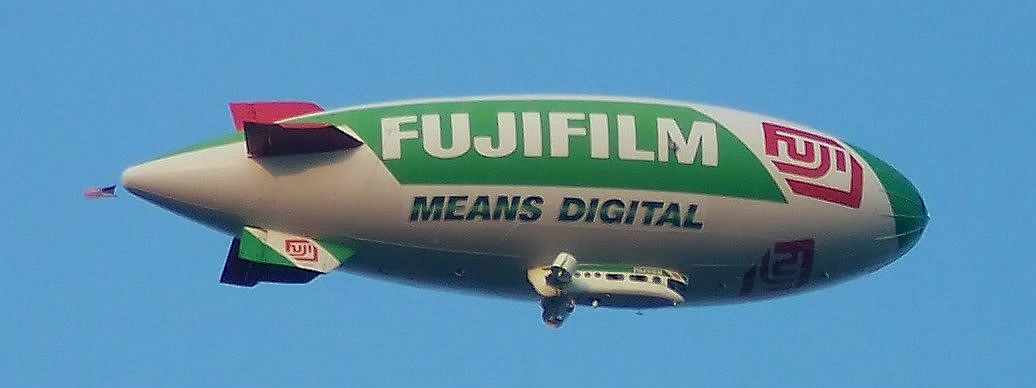
飛行船を用いた富士フイルム広告

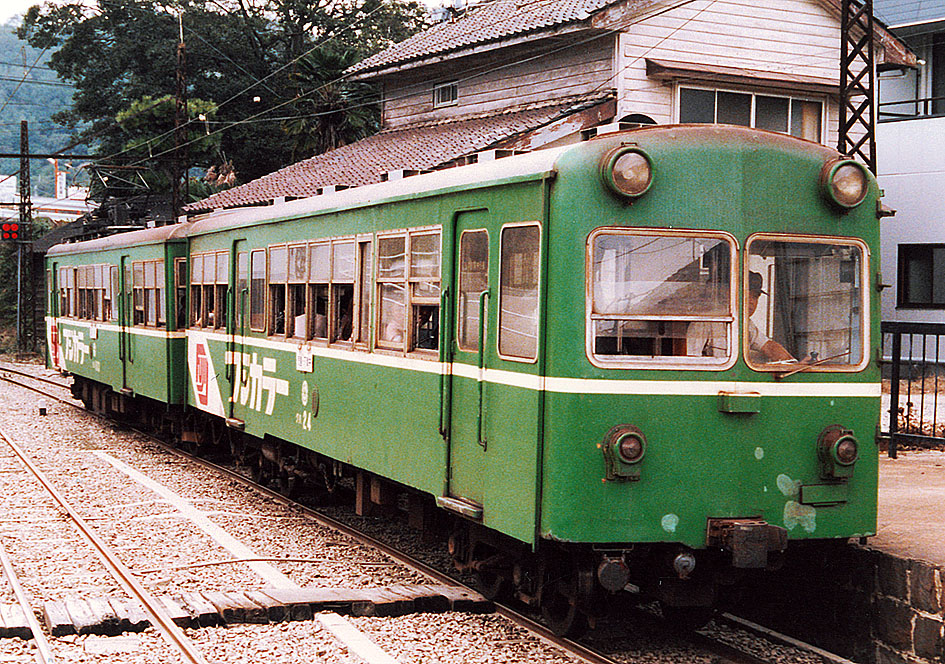
下津井電鉄線を走っていたフジカラー広告車両

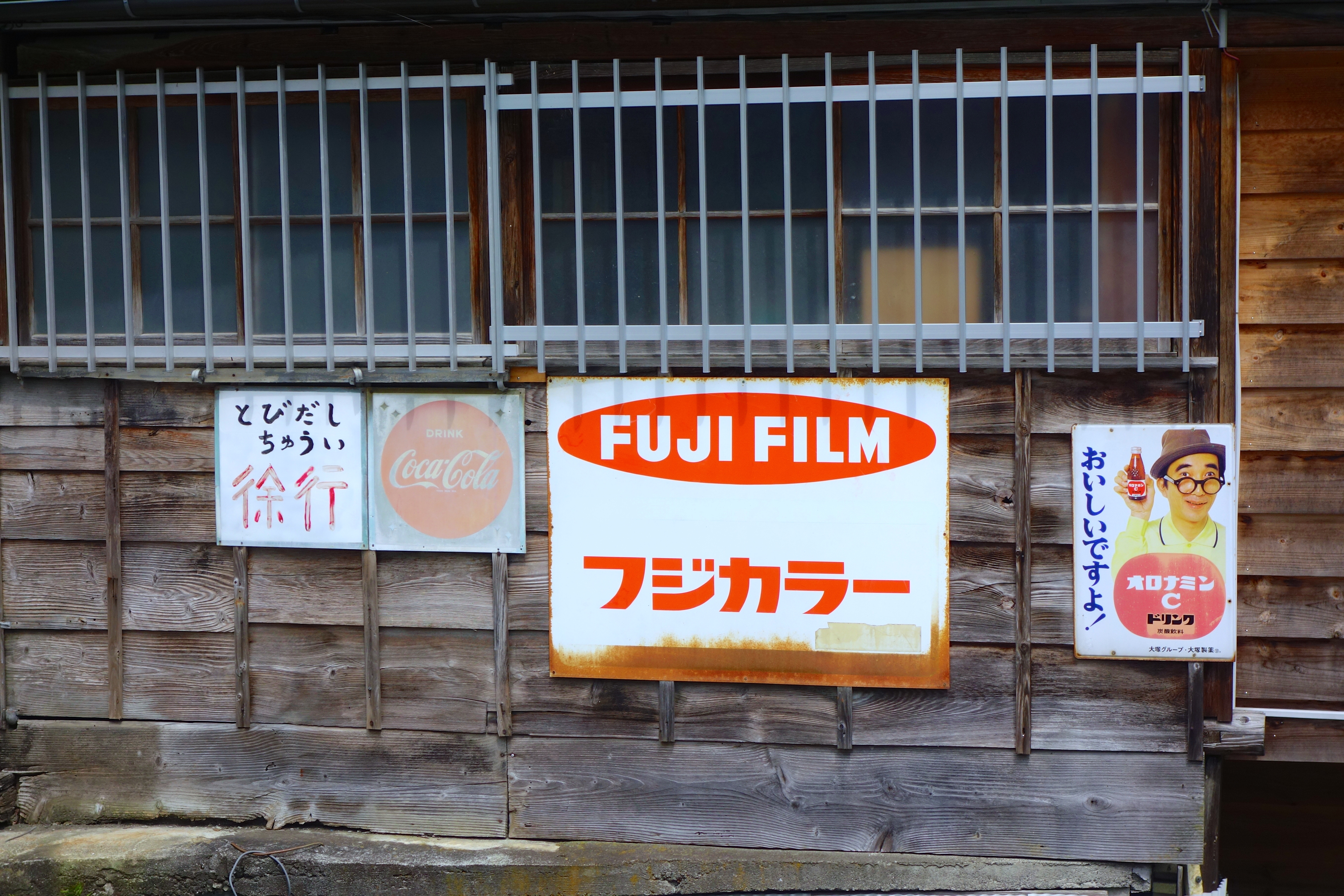
富士フイルムの広告看板（中央）

### テレビ番組

#### 日本テレビ系列
- 2024年現在
  - 嗚呼!!みんなの動物園 (2024年4月より。同年3月まではスペシャル放送時に世界一受けたい授業セールスのスライドとして提供していた。)
  - 富士フイルム・スタジオアリス女子オープン（読売テレビ制作）
- 過去
  - 金曜ロードショー
  - 踊る!さんま御殿!!
  - 二十世紀（一社提供）
  - 赤丸!スクープ甲子園（終了）
  - 世界一受けたい授業

#### TBS系列
- 2024年現在
  - 情報7daysニュースキャスター
  - NEWS23 (隔日) CMはビジネスイノベーションのみ放映。
- 過去
  - グリーン劇場（一社提供）
  - 虹のお祭り広場（1970年）
  - 関口宏の東京フレンドパークII（終了）
  - Nスタ（隔日提供）
  - さんまのSUPERからくりTV（終了）
  - 島田検定!! 国民的潜在能力テスト→島田検定SUPER!!（終了）
  - 日曜22時枠
    - 世界ウルルン滞在記→地球感動配達人 走れ!ポストマン（毎日放送制作・終了）

  - 筋肉番付→体育王国（終了）
  - 金曜ドラマ（2010年10月期『SPEC』と『LADY』で提供、60秒でカラークレジット。）
  - STAR DRIVER 輝きのタクト（数回）
  - がっちりアカデミー!!（終了）
  - 解禁!(秘)ストーリー 〜知られざる真実〜
  - サンデーモーニング
  - がっちりマンデー!!（2018年4月の数回）

#### フジテレビ系列
- 2024年現在
  - なし
- 過去
  - いい旅、ときめき本線（一社提供。末期は降板）
  - 映像クイズ・ア!知ッテレビジョン→知ッテレビジョン→クイズ!知ッテレQ（一社提供。『知ッテレQ』前期まで）
  - とくダネ!（隔日提供）
  - (株)世界衝撃映像社（終了）
  - 爆笑レッドカーペット（終了）
  - 森田一義アワー 笑っていいとも!（火曜日スポンサー）
  - 三枝の愛ラブ!爆笑クリニック（関西テレビ制作・終了）
  - 金曜プレステージ（2010年10月 - 12月、2011年4月 - 降板時期不明）
  - くらべる!世界なんでも勢力図（関西テレビ制作・特別番組）
  - バイキング

#### テレビ朝日系列
- 2024年現在
  - なし
- 過去
  - クイズプレゼンバラエティー Qさま!!
  - 土曜ワイド劇場（テレビ朝日・ABCテレビ制作）
  - 最終警告!たけしの本当は怖い家庭の医学（ABCテレビ制作・2008年10月 - 2009年3月）
  - イチから住 〜前略、移住しました〜

#### テレビ東京系列
- 2023年現在
  - 無し
- 過去
  - 日経スペシャル カンブリア宮殿

### 映画
- 仁義なき戦い（東映）

### OVA
- 機動警察パトレイバー（アーリーデイズ）

## テレビ番組
- 日経スペシャル カンブリア宮殿 奇跡の構造転換で復活 「攻め」の経営とはこういうことだ！（2012年5月10日、テレビ東京）[6]
- 日経スペシャル カンブリア宮殿 ピンチをチャンスに変えるSP 〜どんな危機も乗り越える!変幻自在のスゴい企業〜（2020年5月14日、テレビ東京）[7]

## 書籍

### 関連書籍
- 『富士フイルム日本型高収益経営の秘密 日本型高収益経営の秘密』（著者:橋村晋）（2002年3月25日、日経事業出版社）ISBN 9784891120443
- 『魂の経営』（著者:古森重隆）（2013年11月2日、東洋経済新報社）ISBN 9784492502556
- 『君は、どう生きるのか 心の持ち方で人生は変えられる』（著者:古森重隆）（2014年6月20日、三笠書房）ISBN 9784837925194
- 『富士フイルムの『変える力』』（著者:伊藤公介）（2017年6月1日、ぱる出版）ISBN 9784827210606
- 『チャランケ物語 富士フィルム変革「敗戦」記 ミドルが仕掛ける企業変革』（著者:神谷隆史）（2021年1月15日、ファーストプレス）ISBN 9784866480152